# Гопи

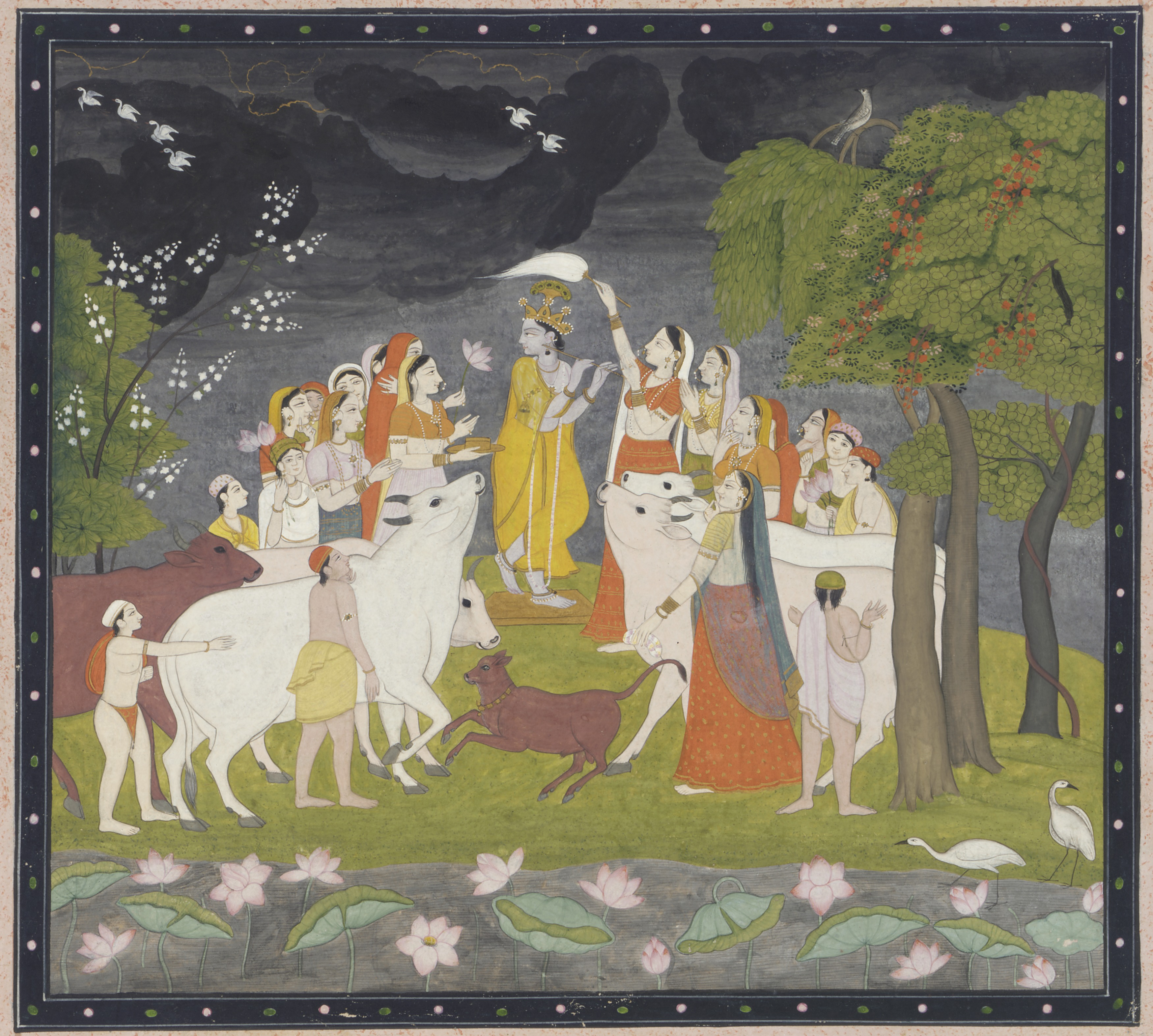
Кришна с гопи

Го́пи (санскр. गोपी; IAST: gopī) — санскритское слово, которое означает «девочка-пастушка». В индуизме словом «гопи» (иногда «гопика») принято называть группу девочек-пастушек коров, которые в ряде традиций кришнаизма почитаются как вечные спутницы и возлюбленные Кришны в духовном мире Голоке Вриндаване. В индологической науке любовные истории о гопи и Кришне изучаются как элемент пуранической мифологии.

## Религиозное значение гопи в традициях Кришна-бхакти
В Пуранах описывается, как более 5000 лет назад, гопи, вместе с Кришной и другими его спутниками, низошли из духовного мира в мир материальный с целью явить здесь свои вечные духовные игры (лилы). Они родились в семьях пастухов в районе Вриндаваны, — священного города, который считается неотличным от изначальной духовной обители Кришны — Голоки Вриндаваны.
За свою беспричинную любовь и преданность Кришне, гопи являются объектом поклонения для последователей кришнаизма, в особенности для гаудия-вайшнавов и приверженцев нимбарка-сампрадаи. Эти вайшнавские традиции основаны на поклонении Радхе-Кришне — Кришне вместе с его женской ипостасью Радхой. Радха считается самой главной из всех гопи, а остальные гопи рассматриваются как её ипостаси.

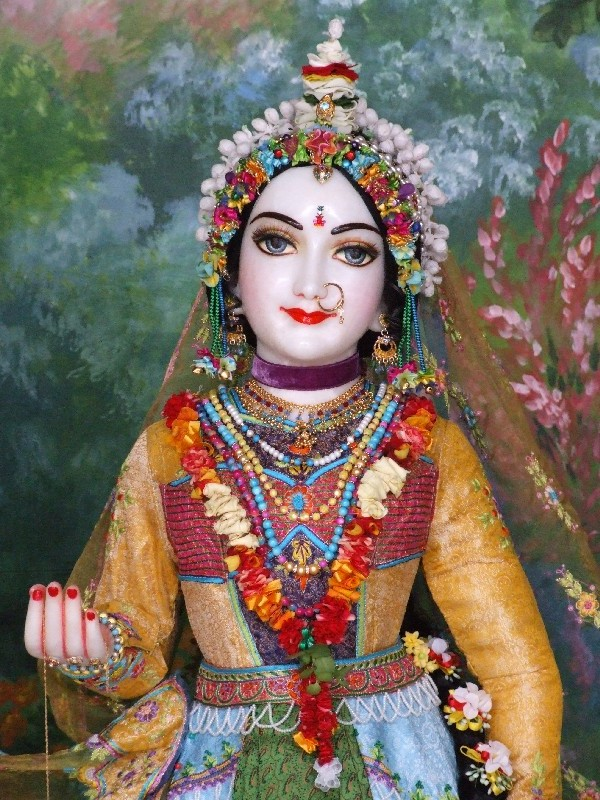
Божество Радхарани, самой главной из гопи, в храме Движения Харе Кришна в Венгрии

## Категории гопи в гаудия-вайшнавизме
Согласно традиции гаудия-вайшнавизма, существует бесчисленное множество гопи, из которых выделяется группа из 108. Они, в свою очередь, делятся на три группы или категории: гопи-подружки, гопи-служанки и гопи-посланницы. Гопи, относящиеся к первой группе подружек Кришны — одного с ним возраста и являются самыми возвышенными, следующие по значимости — гопи, относящиеся ко второй группе служанок, и за ними уже идут гопи-посланницы. Из числа 108 гопи восемь гопи являются самыми продвинутыми и предводительствуют над другими. Они постоянно заняты служением Радхе и Кришне, исполняя все их желания. Они — самые дорогие и любимые подружки Радхи:
1. Лалита
2. Вишакха
3. Чампакалата
4. Читра
5. Тунгавидья
6. Индулекха
7. Рангадеви
8. Судеви

Хотя эти восемь гопи — подруги Радхи, они также участвуют в любовных играх с Кришной.

## Любовь гопи к Кришне в кришнаитском богословии
В богословии гаудия-вайшнавизма и некоторых других традиций кришнаизма, любовь пастушек-гопи к Кришне является наивысшим выражением любви к Богу. Их спонтанная и беззаветная преданность обстоятельно описана в той части «Бхагавата-пураны», где содержится описание игр Кришны во Вриндаване и история Уддхавы. Считается, что гопи явили высочайший пример самопожертвования, который показывает, что самозабвение, самопожертвование и самопредание раскрываются наиболее полно и достигают своей кульминации именно в женском аспекте, что пассивное начало занимает высочайшее положение. Среди всех гопи, Радха являет величайший уровень привязанности и самопожертвования. Радха выполняет наивысшее служение Кришне и поклонение Радхе почиталось Чайтаньей Махапрабху как самый возвышенный аспект служения Богу. В традиции гаудия-вайшнавизма считается, что Кришна явился в умонастроении Радхи как Чайтанья и явил людям то, что высочайшей служанкой Кришны является Радха и что высочайшим служением является служение ей.

## Шри-вайшнавизм
Гопи в шри-вайшнавизме — это небесные царицы и жители Вайкунтхи. В юные годы в форме Рамы, Нараяна был окружён множеством гопи и гопов. То же самое он проявил в своём следующем воплощении как Кришна. Но все эти гопи и гопы являются вечными спутниками Вишну. Они не могут и секунды прожить без своего любимого Господа, и поэтому воплощаются вместе с ним. На их примере люди также обретают такую же любовь к Вишну, а затем все вместе возвращаются в вечную Вайкунтху.

## Гопи в поп-культуре
В фильме Гаса Ван Сента «Даже девушки-ковбои иногда грустят» (1993), в одной из сцен одна из героинь фильма Бонанза Джеллибин (Рэйн Феникс) говорит главной героине Сисси Хэнкшоу (Ума Турман):
А ты знаешь, что девушки-ковбои существуют уже много веков? Они появились задолго до Америки. В Древней Индии, о коровах заботились девушки, которых называли гопи. Постоянно находясь с коровами наедине, они сильно возбуждались сексуально, прямо как мы здесь. Каждая из гопи была влюблена в Кришну, привлекательного юношу-бога, который постоянно играл на флейте. В полнолунные ночи, Кришна играл на флейте на берегу реки и звал гопи к себе. Затем он распространял себя в 16 000 одинаковых форм — по одной для каждой из гопи — и занимался с каждой из них любовью так, как она того желала. И соитие этих 16 000 гопи с Кришной на речном берегу создавало мощную энергию единства, энергию полного любовного единения, которая и была Богом. Ну и картина, не правда ли?